# Breite Mühle
Breite Mühle, früher nur Mühle, ist eine ehemalige Mühle sowie ein heutiger Wohnplatz auf der Gemarkung des Lauda-Königshofener Stadtteils Sachsenflur im Main-Tauber-Kreis im fränkisch geprägten Nordosten Baden-Württembergs.

## Geographie
Breite Mühle liegt mit einem halben Dutzend Gebäuden etwa 500 Meter südwestlich von Sachsenflur im Umpfertal. Unmittelbar vor der Mühle zweigt ein Mühlkanal nach rechts ab, der kurz nach der Mühle wieder von rechts in die Umpfer mündet. Weitere Orte in der Nähe sind der Talhof nach etwa 750 Metern im Südsüdwesten und Unterschüpf nach etwa einem Kilometer im Südwesten.

## Geschichte
Auf dem Messtischblatt Nr. 6424 „Königshofen“ von 1881 war der Ort als Mühle verzeichnet. Der Wohnplatz Mühle gilt als im heutigen Wohnplatz Breite Mühle aufgegangen.
Der Wohnplatz Breite Mühle kam im Rahmen der Gebietsreform in Baden-Württemberg als Teil der ehemals selbständigen Gemeinde Sachsenflur am 1. Januar 1972 gemeinsam mit Deubach und Messelhausen zur Stadt Königshofen. Am 1. Januar 1975 vereinigte sich wiederum die Stadt Königshofen Lauda mit der Stadt Lauda und der Gemeinde Unterbalbach zur Stadt Lauda-Königshofen. Weitere ehemals selbstständige Gemeinden kamen hinzu.

## Kulturdenkmale
Kulturdenkmale in der Nähe des Wohnplatzes sind in der Liste der Kulturdenkmale in Lauda-Königshofen verzeichnet.

## Verkehr
Der Ort liegt direkt an der B 292 zwischen Sachsenflur und Unterschüpf. In Sachsenflur wird diese bis zum Ortsausgang in Richtung der Breiten Mühle als Sachsenstraße bezeichnet.